# Adler Arena skridskocenter
Adler Arena (ryska: Адлер-Арена) är en arena för hastighetsåkning på skridskor belägen vid den olympiska parken i Sotji i sydvästra Ryssland. I arenan genomfördes tävlingar i hastighetsåkning på skridskor under olympiska vinterspelen 2014.

## Beskrivning
Tidigare har man arrangerat Ryska mästerskapen i hastighetsåkning på skridskor 2013 och VM i singeldistanser i hastighetsåkning i skridskor 2013 i arenan.
Arenan har en total kapacitet på 8 000 personer.